# Donald Healey

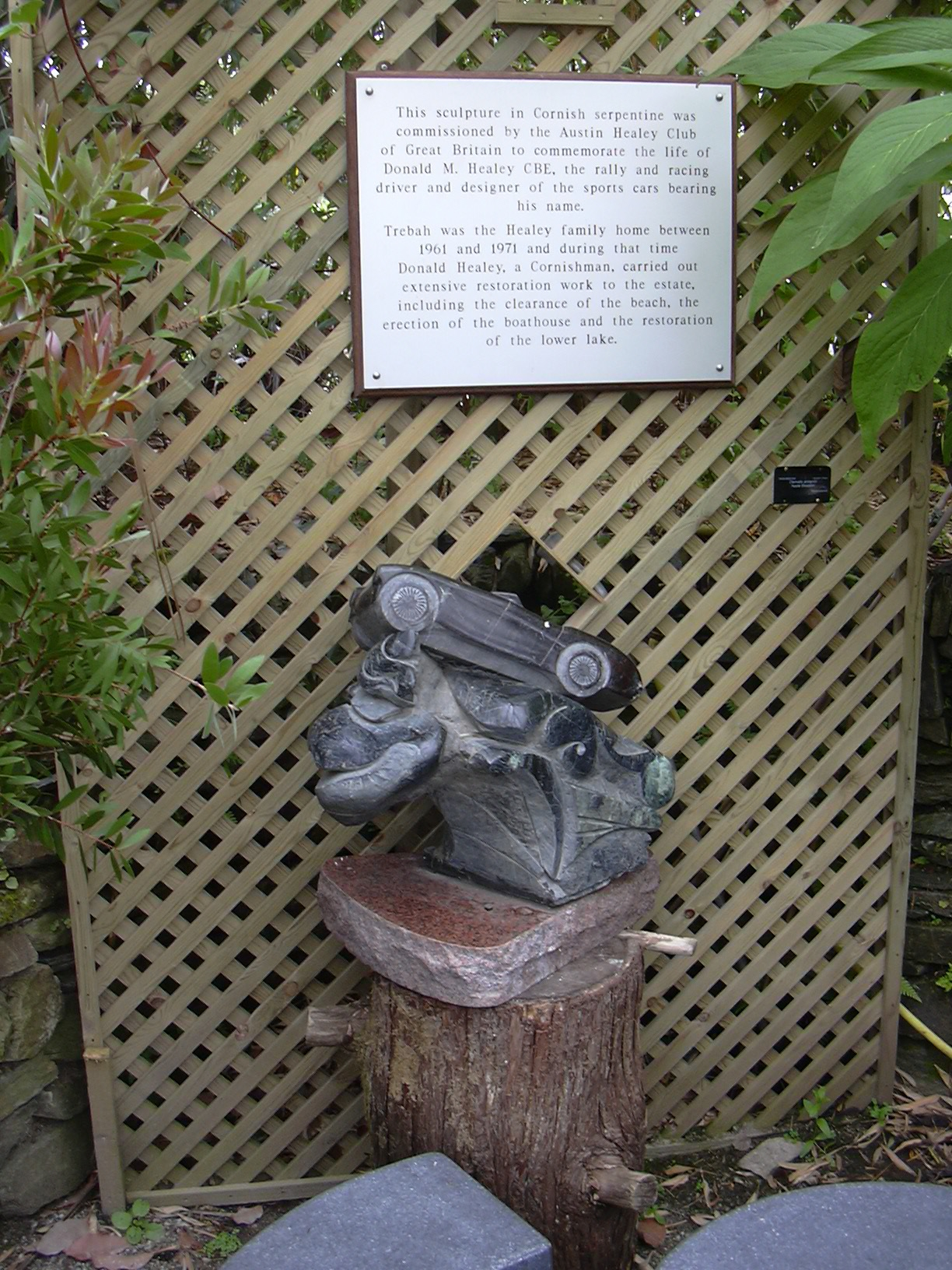
Donald Healey Memorial vid Trebah Gardens, Cornwall.

Donald Mitchell Healey, CBE, född 3 juli 1898 i Perranporth, Cornwall, död 6 februari 1988 i Perranporth, var en brittisk rallyförare och bilkonstruktör.

## Tidig karriär
Healey började arbeta på Sopwith Aviation Company 1914. Han deltog i första världskriget som bombflygare, men blev nedskjuten av misstag av brittiskt luftvärn efter ett uppdrag och hemförlovades vid 18 års ålder. Han studerade då till ingenjör, innan han började med bilsport.

## Rallykarriär
Donald Healey tog flera framskjutna placeringar i Monte Carlo-rallyt, med en totalseger 1931 i en Invicta som bästa resultat. Han var ockdå konstruktör för flera brittiska biltillverkare, bland annat Triumph.
Under andra världskriget arbetade Healey med en flygplansförgasare för försvarsministeriet och med Humbers lätta pansarbilar.

## Biltillverkning

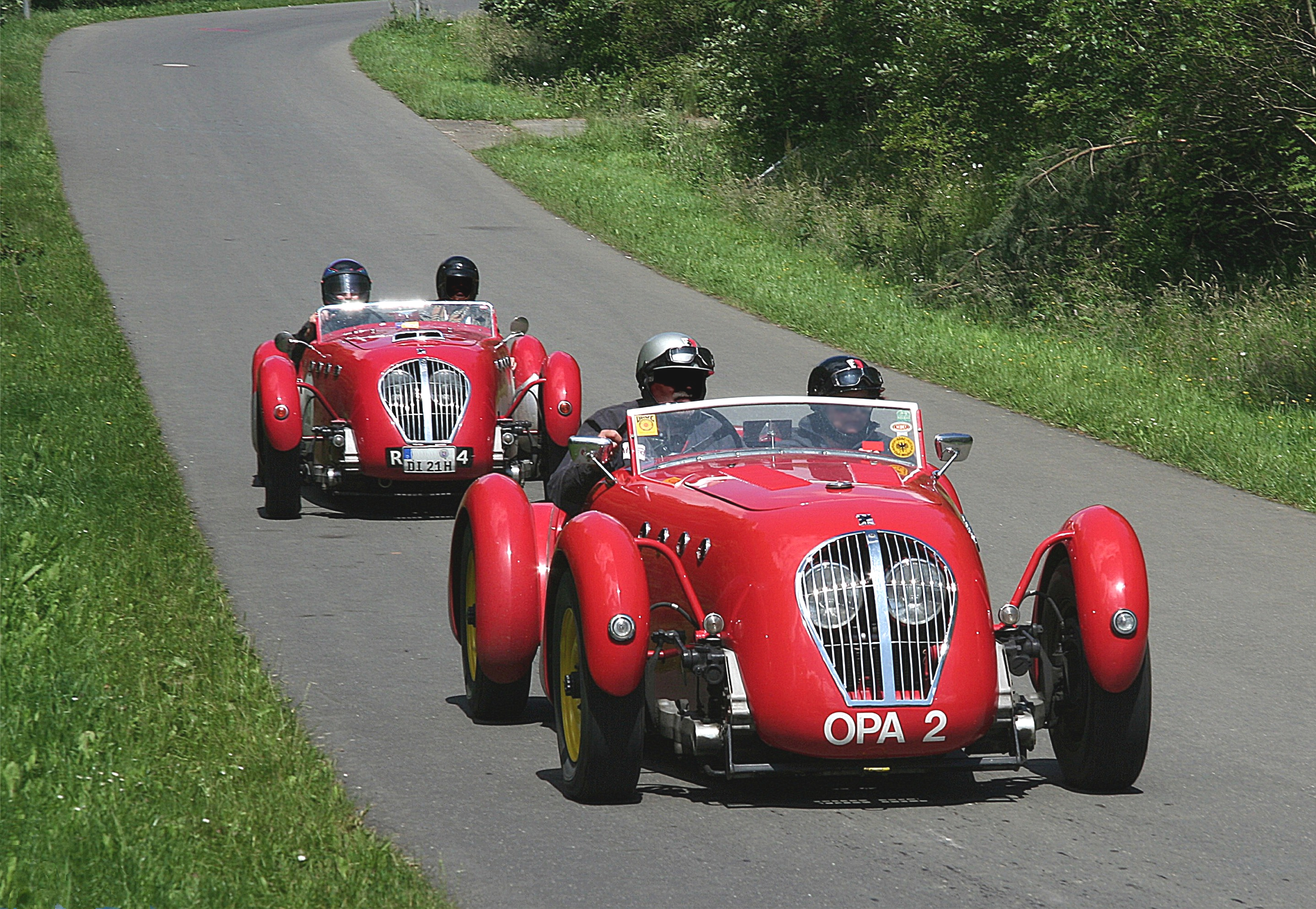
2 stycken Healey Silverstone på Nürburgring.

År 1945 grundades Donald Healey Motor Company i en gammal RAF-hangar i Warwick. Året därpå kom den första Healey-bilen, Healey Elliott, försedd med motor från Riley. Healey-bilarna vann flera klassegrar i Coupe des Alpes och Targa Florio 1947 och 1948. Donald Healey själv slutade på en nionde plats i Mille Miglia 1948. 1952 kom en Nash-Healey trea i Le Mans 24-timmars. 
På London Motor Show 1952 visade Healey en öppen sportbil med motor från Austin A90 Atlantic. Austins chef Leonard Lord såg möjligheten att kunna erbjuda sina kunder en ny modell och erbjöd Healey att tillverka bilen och sälja den genom Austins försäljningsnät, mot att bilen även fick bära Austin-namnet. Healey gick med på uppgörelsen mot en summa pengar för varje bil som bar hans namn och produktionen av Austin-Healey 100 startade i Longbridge året därpå. Bilen blev en stor framgång, inte minst på USA-marknaden. I mitten av femtiotalet tog Healey även fram den mindre Austin-Healey Sprite.
När British Motor Corporation lade ned tillverkningen av Austin-Healey-bilarna i slutet av 1960-talet, vände sig Healey till Jensen Motors för att ta fram en efterträdare, Jensen Healey. Donald Healey blev styrelseordförande för Jensen Motors 1970.
År 1973 tilldelades Healey Brittiska Imperieorden för sina insatser för bilindustrin. År 1996 valdes han in i International Motorsports Hall of Fame.